# Aykol
Aykol är en socken i Kina. Den ligger i den autonoma regionen Xinjiang, i den nordvästra delen av landet, omkring 690 kilometer sydväst om regionhuvudstaden Ürümqi. Aykol ligger 1 075 meter över havet och antalet invånare är 11 260.
Runt Aykol är det ganska glesbefolkat, med 35 invånare per kvadratkilometer. Det finns inga andra samhällen i närheten. Trakten runt Aykol består till största delen av jordbruksmark.
Genomsnittlig årsnederbörd är 144 millimeter. Den regnigaste månaden är juli, med i genomsnitt 33 mm nederbörd, och den torraste är april, med 3 mm nederbörd.